# Velký požár v Chicagu

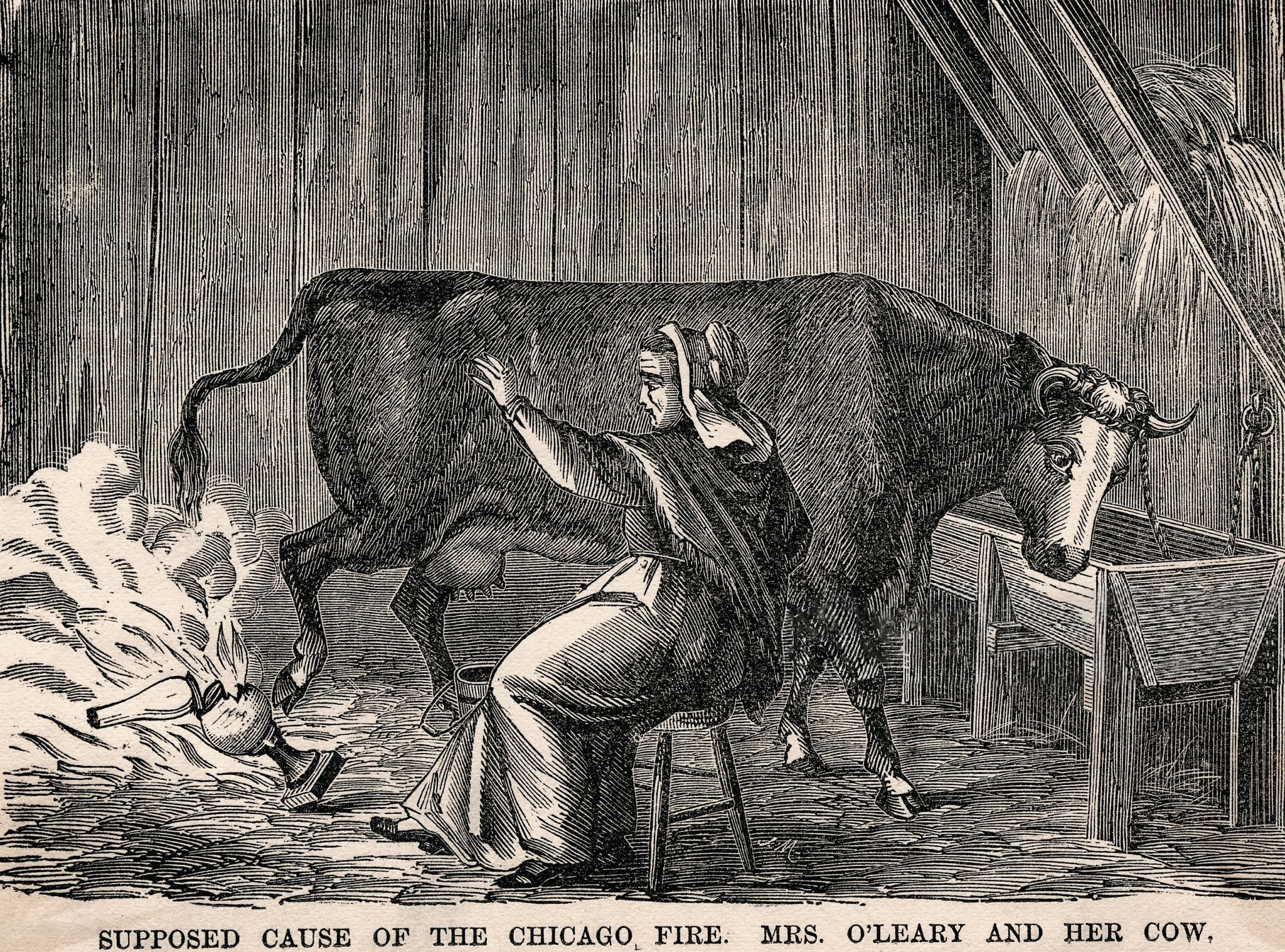
Dobová ilustrace domnělého založení ohně

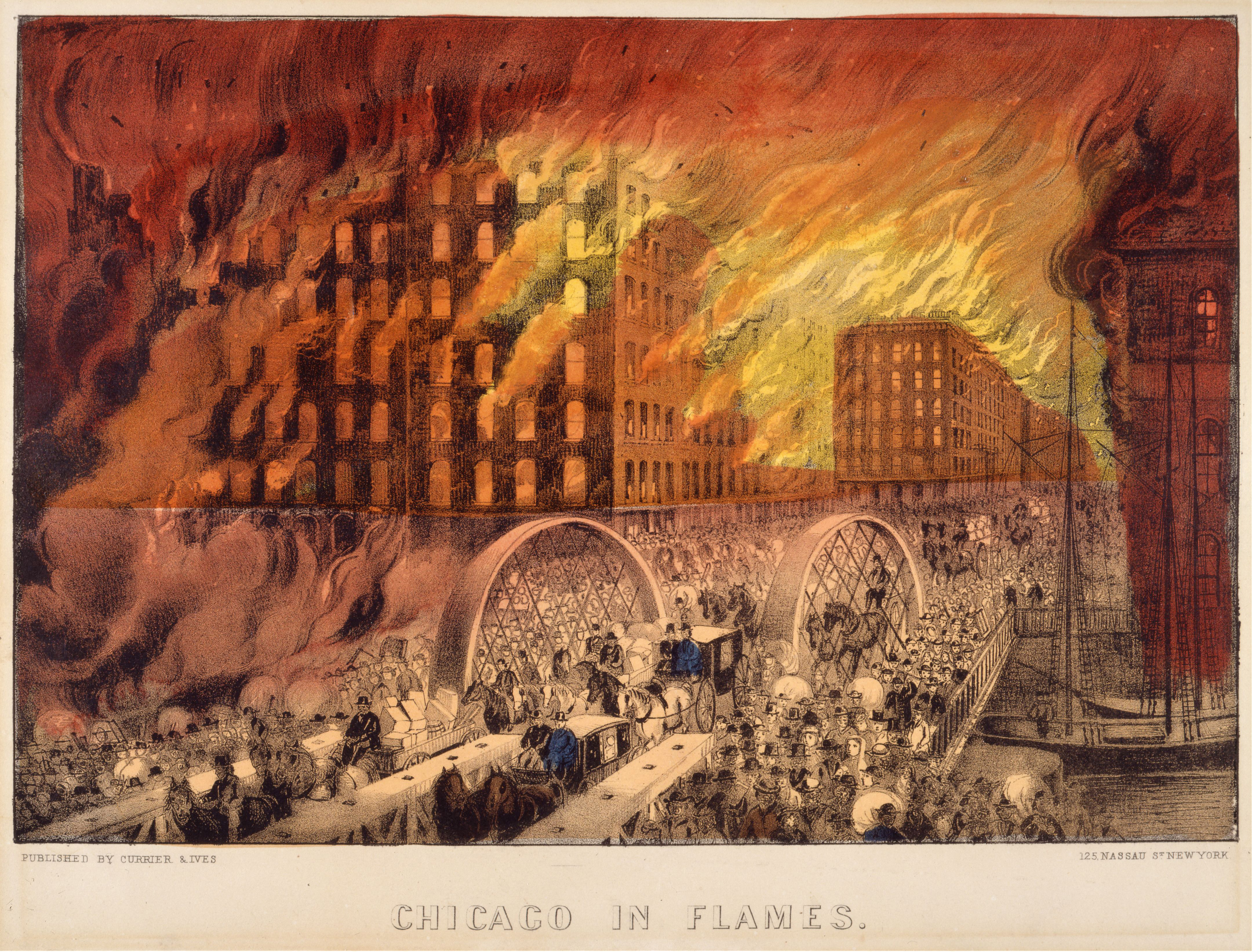
Hromadný útěk z hořícího města

Velký požár v Chicagu (Great Chicago Fire) byla ohnivá bouře, která v říjnu 1871 zničila velkou část amerického města Chicago. Při požáru zahynulo okolo tří stovek lidí a bylo zničeno 17 000 domů, takže více než pětina obyvatel půlmilionového velkoměsta ztratila přístřeší.

## Průběh události
Požár vypukl v neděli 8. října 1871 okolo deváté hodiny večer v domě katolických irských přistěhovalců, rodiny O’Learyových (De Koven Street 137). Příčina není jasná: populární historka, že požár založila kráva, která ve stáji při dojení převrhla petrolejovou lampu, se dodatečně ukázala jako novinářský výmysl. Existují také dohady o úmyslném založení. Ke žhářství se údajně krátce před svou smrtí přiznal jistý Daniel "Peg Leg" Sullivan, který byl v době požáru ještě chlapec. 
Oheň se šířil velmi rychle, vzhledem k mimořádně suchému a větrnému počasí; Chicago bylo tehdy postaveno z velmi hořlavých materiálů, jako dřevo a dehet, značná část obyvatel chovala dobytek a skladovala pro něj doma seno na zimu, také chodníky ve městě byly zpravidla zpevněny prkny, překotný růst města vedl k zanedbávání bezpečnostních předpisů při stavbě. Hasičský sbor byl velmi špatně vybaven (na celé město připadalo pouze sedmnáct stříkaček tažených koňmi), navíc v uplynulém létě řádilo v oblasti Chicaga množství menších požárů, což způsobilo vyčerpání příslušníků sboru i nedostatek vody na hašení. Další neštěstí bylo v tom, že si dispečer po ohlášení požáru spletl adresu a poslal vozy opačným směrem. Všechny tyto faktory vedly k tomu, že během noci se ocitlo v plamenech celé centrum města (Chicago Loop), požár se poté rozšířil i na opačný břeh Chicago River, kde začaly hořet sklady uhlí. Nastala panika a lidé začali prchat z města. Ve vysokých domech vytvářel rozpálený vzduch komínový efekt, který přispíval k šíření plamenů. Výbuch cisterny s petrolejem na North Side vedl ke zničení okolní čtvrti, která byla nejluxusnější částí Chicaga. Po celodenním řádění živlu se 9. října večer spustil silný déšť, který pomohl do rána zlikvidovat poslední ohniska požáru. Ve zdevastovaném městě následovala vlna rabování a násilností, k jejímu zvládnutí vyhlásil starosta Roswell B. Mason stanné právo.

## Následky
Zničena byla oblast o rozloze přes osm čtverečních kilometrů, ale i v epicentru požáru se zachovaly jednotlivé budovy jako redemptoristický kostel svatého Michaela nebo Chicagská vodárenská věž. Celkové škody se odhadují na 222 milionů tehdejších dolarů (asi třetina městského rozpočtu). Následovala rozsáhlá obnova města, díky níž v Chicagu vyrostlo množství moderních budov, výsledkem je jeho přezdívka Second City (Druhé město).
Na místě, kde začalo hořet, byl roku 1961 vybudován památník v podobě bronzových plamenů. Na paměť požáru je pojmenován místní fotbalový klub Chicago Fire i univerzitní tým UIC Flames. Brian Wilson byl událostí inspirován k vytvoření instrumentální skladby „Mrs. O'Leary's Cow“.
Ve městě Peshtigo ve státě Wisconsin vypukl 8. října 1871 další velký oheň, který si vyžádal přes dva tisíce životů a je označován za nejhorší v amerických dějinách, v obecném povědomí ho však zastínil požár Chicaga.